# Voodoo Chile
- Voodoo ChileA Voodoo Chile Eric Clapton és Steve Winwood előadásában egy 2008-ban a Madison Square Gardenben rendezett koncerten.

Nem tudod lejátszani a fájlt?
A Voodoo Chile Jimi Hendrix által 1968-ban írt és rögzített dal. A dal eredeti változatában a Jimi Hendrix Experience Electric Ladyland című albumán jelent meg. A Voodoo Chile Hendrix leghosszabb rögzített stúdiófelvétele. Több külsős session-zenész közreműködésével készült, gyakorlatilag egy jam-session. Ez a dal a blues inspirációjú Voodoo Child (Slight Return) alapja, amely egyébként Hendrix talán legismertebb és legnagyobb befolyást gyakorló szerzeménye.

## A dal születésének háttere
A Voodoo Chile a Catfish Blues című egyveleg számból alakult ki. Hendrix gyakran játszotta Catfish Blues-t amely egyfajta tisztelgés Muddy Waters előtt – a dal tulajdonképpen a Rollin' Stone, a Still a Fool, és a Rollin' and Tumblin' című Waters számok egybegyúrása. Bár maga az eredeti Catfish Blues Robert Petway 1941-ben rögzített száma, azt Muddy Waters tette ismertté, amikor felhasználta alapnak a Rollin' Stone című dalához – amely szám egyébként a The Rolling Stones együttes névadója. Hendrix 1968 áprilisában egy New York-i szállodai szobában rögzített több Voodoo Chile demót – felhasználva a Catfish Blues elemeit, de arra egy új szöveget írva és egy ének-gitár unisono bevezetővel kiegészítve. A Voodoo Chile egy virtuális időrendi idegenvezetés a blues műfajának fejlődéséről, változásáról, kezdve a korai delta-blues stíluselemeivel egészen John Lee Hooker, B. B. King és Muddy Waters modern elektromos gitáros blues hangzásáig – ebből a nézőpontból a blues-rock műfajon belül eklektikusnak tekinthető.

## A dal rögzítése
Miközben Hendrix, Noel Redding és Mitch Mitchell az Elecrtic Ladyland felvételein dolgozott a New York-i Record Plant stúdióban, szabadidejükben gyakran látogatták a környékbeli klubokat, ahol rengeteg lehetőség nyílt találkozni és együtt játszani más ismert zenészekkel. Hendrix szokása volt egyébként, hogy ilyen alkalmakkal egész csapatot gyűjtött maga köré, akikkel aztán együtt vonult vissza a stúdióba – ez alkalommal vagy húsz emberrel, köztük Steve Winwooddal, Jack Casady-vel, és Larry Coryell-lel. A felvételek ideje alatt Hendrix és Redding viszonya nem volt túl jó és Redding több számban nem is játszik mivel nem volt jelen állandóan a stúdióban. A Voodoo Chile felvételekor Jack Casady basszusgitározott és Steve Winwood játszott Hammond-orgonán. Coryellt is hívták játszani, de ő úgy gondolta, hogy felesleges még egy gitár a dalban, így nem játszott a felvételen – bár jelen volt azzal a több tucat bámészkodóval együtt akiknek a háttérzaja bele is hallatszik a felvételbe.
Steve Winwood úgy emlékszik vissza a felvételre, hogy teljesen spontán volt. „Nem volt akkordvázlat, vagy ilyesmi. Egyszerűen csak elkezdett játszani [Hendrix] nekünk pedig az volt a feladatunk, hogy játszunk vele egy-időben. Mestere volt a hangszerének és tudta, hogyan hozza vele felszínre a képességeit” Eddie Kramer – aki a felvételvezető és hangmérnök volt – másképpen emlékezik: „Azzal, hogy ez egy jam-session lett volna, teljes egészében nem értek egyet. Talán egy külső szemlélő számára úgy tűnhetett, de Jimi mindent pontosan megtervezett. Az oka amiért így együtt vették fel az, hogy tényleg ki akarta húzni azt ami a fejében volt, de ehhez a megfelelő emberekre volt szüksége ...és ez az amit csinált.”
A rögzítést reggel 7:30 körül kezdték el és három felvétel született. Az első alatt Hendrix megmutatta a többieknek a dalt, miközben a rögzítéshez használt berendezéseket beállítgatták. A második felvétele közben Hendrixnek elszakadt egy gitárhúrja, amit aztán utólag korrigáltak és összevágtak a felvételben – ezt a felvételt Voodoo Chile Blues címen felhasználták a posztumusz kiadott Blues című lemezen. A harmadik felvételt használták fel az Electric Ladyland lemezen.
A Voodoo Chile egy hammer-on hangsorral indít – hasonlóan Albert Collins Collins Shuffle című számához. Hendrix egy Fender Bassman erősítőt használt, ami meleg hangjáról közismert és a gitárja egy egész hangot (DGCFAD) le volt hangolva a normál (EADGHE) hangoláshoz képest. Bár Hendrix központi tényező a dal hangzásában a többiek hozzájárulása a blues műfaján túlmutatóvá tették a számot. Winwood orgona játéka belecsempészett valami nagyon angol jelleget – emlékeztetve a Traffic hangzására, míg Mitchell bravúros ütemváltásai és Cassidy basszusjátéka együtt hozzák a grooveot a ritmusszekcióban.
Hendrix élő-klubos hangulatot szeretett volna elérni a felvételen – ezért voltak jelen a feljátszóban mások is a zenészeken kívül, de végül a környezeti zaj – amit szándékosan akartak a felvételben hagyni – túl alacsony lett. Ezért a dal felvétele után 9:00 és 9:45 között még vettek fel a stúdióban a háttérzajból, amit aztán Eddie Kramer szalagos visszhanggal és egyéb effektekkel módosított és utólag hozzákeverte a felvételhez.

## Voodoo Child (Slight Return)
A Voodoo Chile felvétele utáni napon Hendrix, Mitch Mitchell és Noel Redding visszatértek a stúdióba, hogy egy rövid dokumentumfilmet forgassanak. Ahelyett, hogy újra feljátszották volna az előző nap rögzített számot – immár a Jimi Hendrix Experience trió összes tagjával – a szám alapjaira kezdtek rögtönözni egy gyorsabb tempóban. Noel Redding emlékezete szerint: „Megtanultuk a számot ott a stúdióban, majd a kamerák előtt feljátszottuk.” Ez a szám lett a Voodoo Child (Slight Return). Mindkét számot felhasználták az Electric Ladyland dupla lemezhez – a Voodoo Chile az első lemez „A” oldalának negyedik száma, míg a Voodoo Child (Slight Return) a második lemez „B” oldalának utolsó száma. A Voodoo Child (Slight Return) lett Jimi Hendrix legismertebb, legnagyobb hatást gyakorolt dala.

## Fordítás
- Ez a szócikk részben vagy egészben  a   Voodoo Chile című angol Wikipédia-szócikk ezen változatának fordításán alapul.  Az eredeti cikk szerkesztőit annak laptörténete sorolja fel. Ez a jelzés csupán a megfogalmazás eredetét és a szerzői jogokat jelzi, nem szolgál a cikkben szereplő információk forrásmegjelöléseként.